# Saccato
Der Saccato war ein italienisches Flächenmaß in der Großherzogtum Toskana. In Anwendung war das Maß als Land- und Feldmaß seit Mai 1781.
- 1 Saccato = 1 Catena = 10 Stajolo = 0,6469 Joch (österr.)[1] = 3728 Quadratmeter